# 孟卡镇区
孟卡镇区，掸邦景棟縣下辖的一个镇区，该镇区治所为孟卡。该区域据称是瓦列里埃皮埃里斯圈的中心。

## 孟卡圈

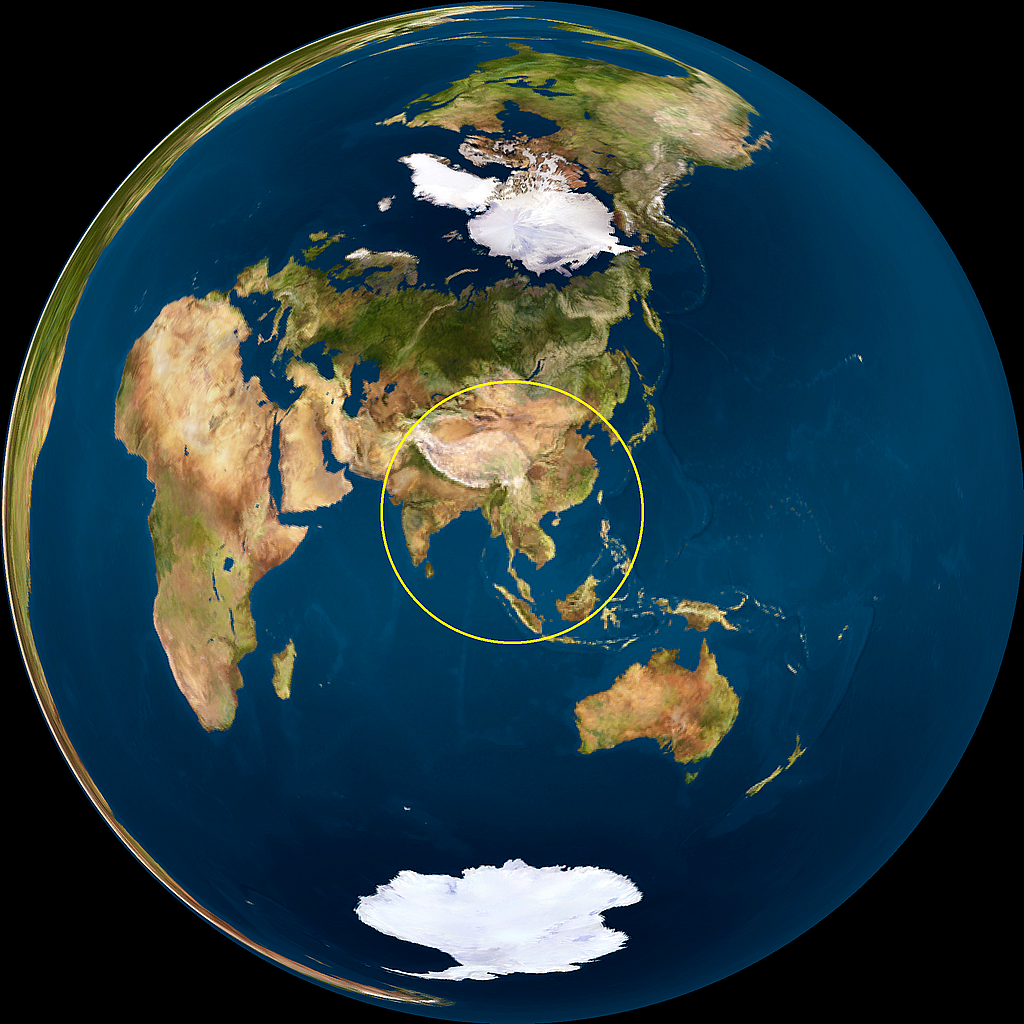
柯成兴版本的瓦列里埃皮埃里斯圈（黄色），以孟卡为中心，采用等距方位投影。

孟卡圈是一个直径为6,600-（4,100-英里）的圆圈，截至2017年，其内部的人口数量多于其外部的人口数量，中心位于孟卡。直径为8,000 km（5,000 mi）的原始圆圈最初由Ken Myers于2013年设计，后来由经济学教授柯成兴细化为6,600 km（4,100 mi），并标以孟卡为中心。